# Barnett-hatás
A Barnett-hatást  Samuel Jackson Barnett (1873 – 1956) amerikai fizikus fedezte fel 1915-ben. Barnett,  Owen Willans Richardson angol fizikus jóslata  alapján jutott a felfedezésre.
Egy forgásban lévő nem-mágneses test mágnesezett lesz a forgás hatására. Erős forgásban levő, mágnesesen semleges test minden egyes dipólusa járulékos forgástengely körüli impulzushoz jut, körárama növekszik. Így további elemi mágneses momentumok keletkeznek, amelyek a forgás következtében azonos irányúak (a forgástengellyel párhuzamosak), és ezáltal külső mágneses teret eredményeznek.
Ha egy mágnesesen semleges test ω szögsebességgel forog, akkor a mágnesezettség:
{\displaystyle M=\chi \omega /\gamma \ ,}
ahol
γ a giromágneses arány
χ, a mágneses szuszceptibilitás
Megjegyzés: a giromágneses arány egy atomos rendszer impulzusmomentumának aránya a mágneses momentumához. A giromágneses arány inverzét magnetomechanikai aránynak nevezik.
A mágnesezettség a spin tengelyével párhuzamos.
Az így keletkező mágnesezettség azonban nagyon gyenge, még ferromágneses anyagoknál is csak igen nagy fordulatszámokon mutatható ki. Ennél a kísérletnél a kialakuló mágneses tér irányából megállapították, hogy az atomi köráramok mozgó negatív töltések.
A Barnett-kísérlet megfordításában Einstein–de Haas-hatás (1915)
tekerccsel körülvett vashengert mágneseznek a tekercsen átfolyó árammal. Ekkor a vas mágneses dipólusai többnyire[forrás?] a külső mágneses tér irányába állnak be, ami csak úgy lehetséges, ha az atomi dipólusok impulzusmomentumai a külső tér irányába mutatnak. Az impulzusmomentumok vektorösszege ekkor már nem nulla, és mérhető forgás figyelhető meg.